# 南京海底世界
南京海底世界，是南京钟山风景区内的海洋馆，1994年由新加坡尧泰企业旗下汉海海洋世界集团投资建成。馆内有海豚、帝企鹅、海狗、水母、北极熊、北极狐、海狮、海星、条纹斑竹鲨、黄高鳍刺尾鱼、副刺尾鱼、大帆刺尾鱼、七彩刺尾鱼、斑马刺尾鱼、粉蓝刺尾鱼、石头蟹、蜘蛛蟹、美女虾、螳螂虾、紫光虾、斑节海龙、龙胆石斑、角龙鱼、巨骨舌鱼、小丑鱼等动物。吉祥物为“仔仔”，以北极熊为原型。